# Prunus salasii
Prunus salasii är en rosväxtart som beskrevs av Paul Carpenter Standley. Prunus salasii ingår i släktet prunusar, och familjen rosväxter. Inga underarter finns listade i Catalogue of Life.